# Mosel (Wisconsin)
Mosel – miasto w Stanach Zjednoczonych, w stanie Wisconsin, w hrabstwie Sheboygan.